# Coccidiascus legeri
Coccidiascus legeri — вид грибів, що належить до монотипового роду Coccidiascus.